# Cristian Dancia
Cristian Ioan Dancia (n. 5 februarie 1980, Lugoj, Republica Socialistă România, România) este un jucător de fotbal român care evoluează la clubul FC Chindia Târgoviște. A mai jucat de-a lungul carierei la FC Argeș, FC Poli Timișoara și CS Otopeni.

## Legături externe
- Cristian Dancia la romaniansoccer.ro
- Cristian Dancia la NFT